# Chan Siao-pcheng
Chan Siao-pcheng (čínsky pchin-jinem Hán Xiǎopéng, znaky 韩晓鹏; * 13. prosince 1983 Pchej, Ťiang-su, Čína) je bývalý čínský akrobatický lyžař. Na Zimních olympijských hrách 2006 v Turíně vyhrál zlato v akrobatických skocích.
Ve Světovém poháru debutoval v roce 2000. Poprvé startoval na ZOH 2002 v Salt Lake City, ale nepostoupil tam z kvalifikace (celkově 24. místo). V Turíně už kvalifikaci vyhrál. Ve finále předvedl dvě trojitá salta, první se čtyřmi, druhé se třemi vruty, a o dva body porazil druhého Bělorusa Dmitrije Daščinského. Stal se prvním čínským mužem, který vyhrál zlatou medaili na zimních olympijských hrách, a prvním čínským olympijským vítězem, který zvítězil ve sportu na sněhu.
V roce 2007 navázal na svůj olympijský úspěch vítězstvím na mistrovství světa v Madonně di Campiglio. Ve Světovém poháru přitom nevyhrál ani jeden závod, jeho maximem bylo pětkrát druhé místo. V sezóně 2004/2005 obsadil v poháru celkové třetí místo za Jeretem Petersonem ze Spojených států a Stevem Omischlem z Kanady. Svoji sportovní kariéru ukončil v roce 2010 po Zimních olympijských hrách ve Vancouveru, kde obsadil 21. příčku.
Chan je bývalým gymnastou, za jeho vzestupem stojí bývalý kanadský lyžař Dustin Wilson.